# Hopfenbuchen
Die Hopfenbuchen (Ostrya) sind eine Pflanzengattung innerhalb der Familie der Birkengewächse (Betulaceae). Die acht bis zehn Arten sind in den gemäßigten Gebieten der Nordhalbkugel verbreitet, darunter eine in Europa heimische. Die Hopfenbuchen sind den Hainbuchen (Carpinus) ähnlich; unterschiedlich sind die während des Winters nackten männlichen Kätzchen und die von einer blasenartigen Hülle umschlossenen Früchte.

## Beschreibung

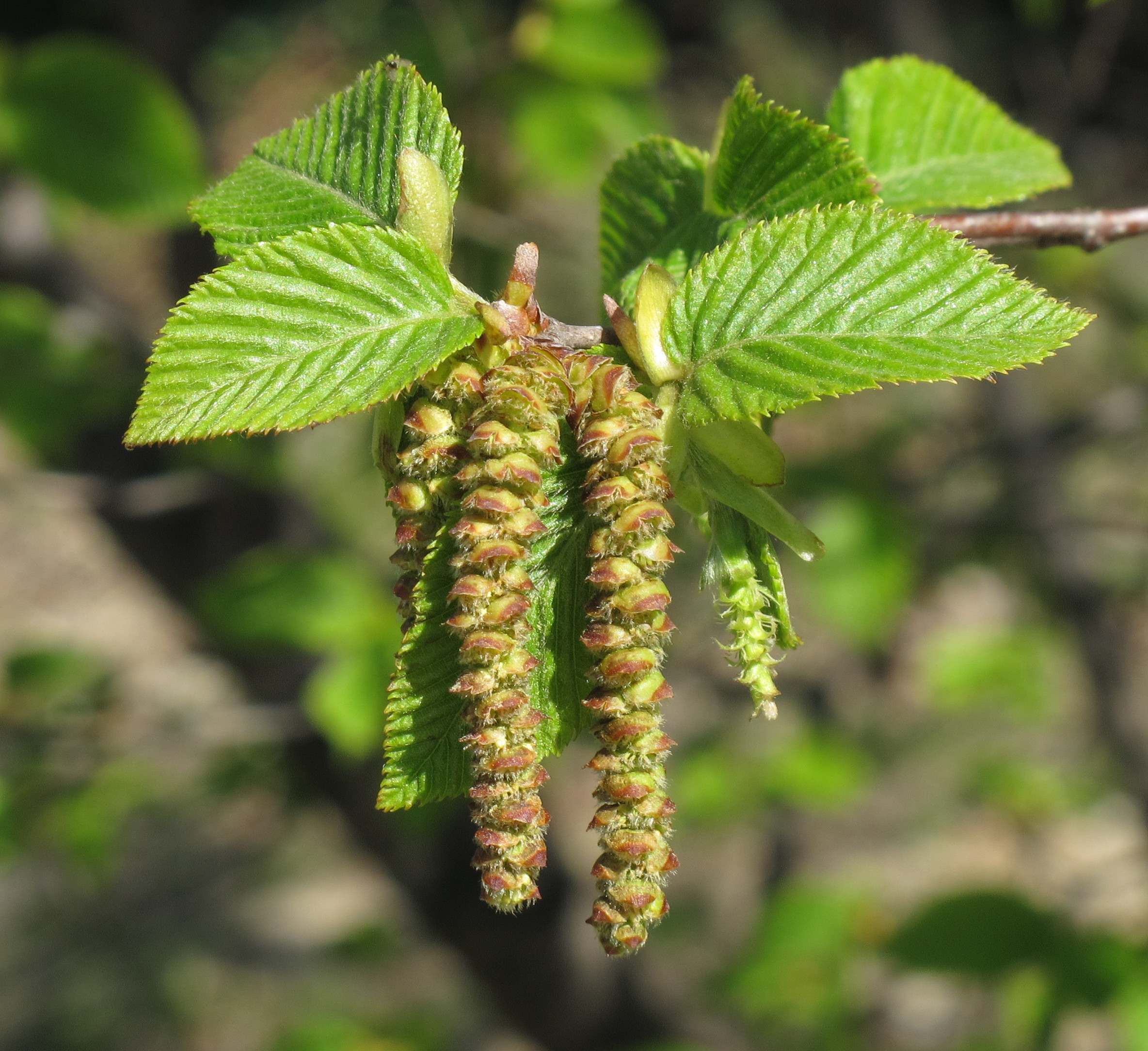
Männliche (links) und weibliche (rechts) Kätzchen von
Ostrya carpinifolia im Frühjahr

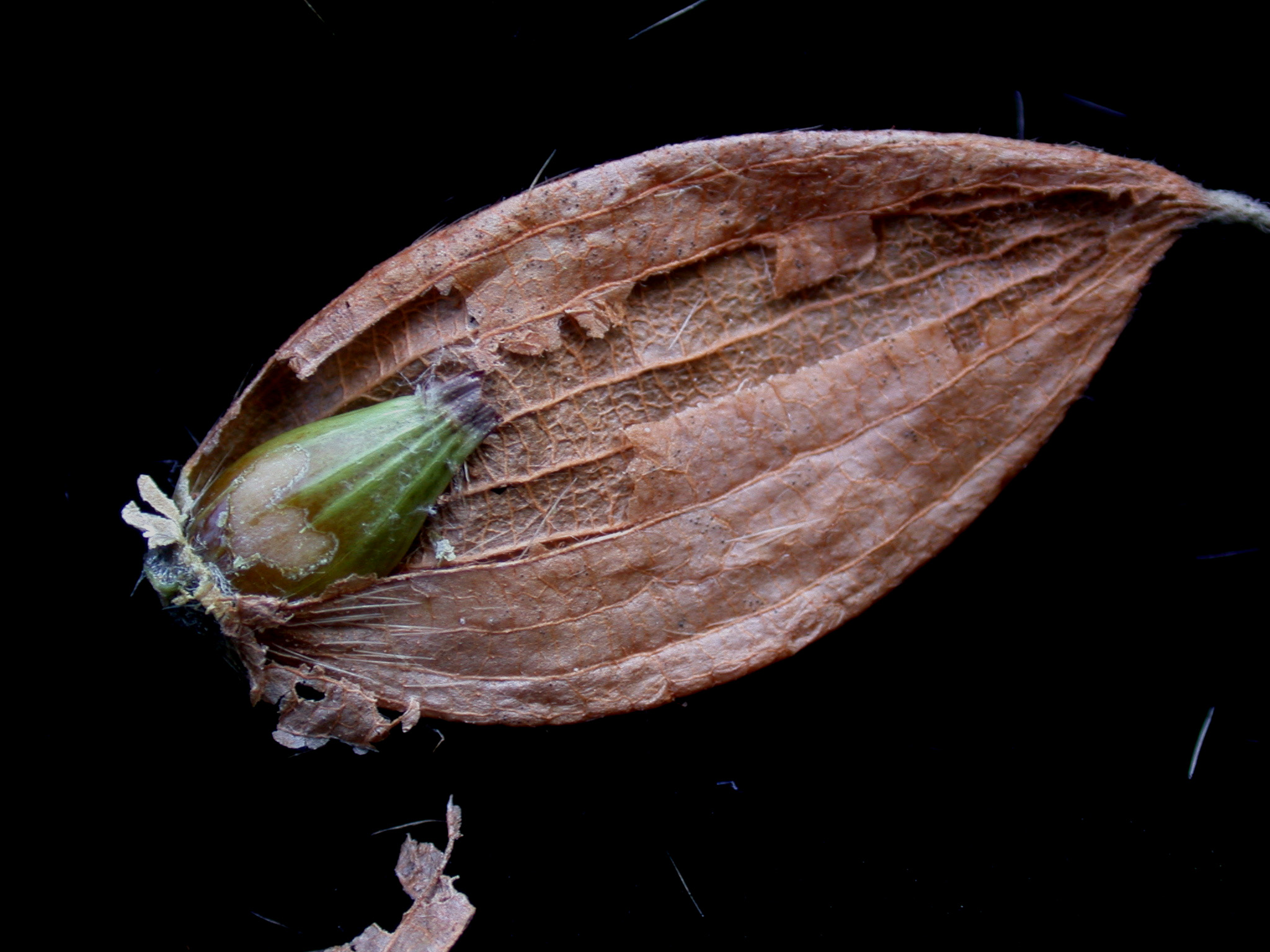
Frucht von Ostrya virginiana im vergrößerten, flügeligen und sackartigen Deckblatt

### Vegetative Merkmale
Die Hopfenbuchen-Arten sind laubwerfende Bäume und Sträucher. Die Knospen sind eiförmig mit vielen sich überdeckenden Schuppen. Die wechselständig angeordneten Laubblätter sind in Blattstiel und -spreite gegliedert. Die einfachen Blattspreiten sind unregelmäßig einfach oder doppelt gesägt. Bei einigen Arten kommt Marzeszenz bei den Blättern vor.

### Generative Merkmale
Die männlichen Blütenstände sind hängende, im Winter nackte Kätzchen. Sie werden im Herbst zu mehreren zusammen an den oberen Ende der Zweige gebildet und blühen im darauf folgenden Frühjahr; sie sehen denen der Haselnüsse sehr ähnlich. Die männlichen Blüten stehen einzeln am Tragblatt und bestehen nur aus drei bis vierzehn Staubblättern; wie bei windbestäubten Taxa häufig sind keine Blütenhüllblätter vorhanden.
Die kleinen, weiblichen und kätzchenförmigen Blütenstände befinden sich einzeln endständig an den Zweigen. Sie sehen denen von Hopfen ähnlich, was auch zur Namensgebung „Hopfenbuchen“ geführt hat. Bei den weiblichen Blüten sind Kelchblätter (Perigon) vorhanden, sie stehen zu zweit am hinfälligen Tragblatt. Der Fruchtknoten ist unterständig mit kurzem Griffel und zwei Narbenästen. Der Fruchtknoten ist vom kleinen, röhrigen Deckblatt (Tragblatt und zwei Vorblätter) umhüllt.
Die kleinen und gerippten Früchte (Nüsschen) mit Perigon und Griffelresten stehen im vergrößerten, flügeligen und sackartigen Deckblatt.

## Nutzung
Das Holz ist sehr hart. Es wurde früher zur Herstellung von Handhobeln genutzt. Die Hopfenbuche wird im englischen Sprachraum auch Ironwood (= Eisenholz) genannt. Dies trifft jedoch auch auf einige andere Baumarten zu.

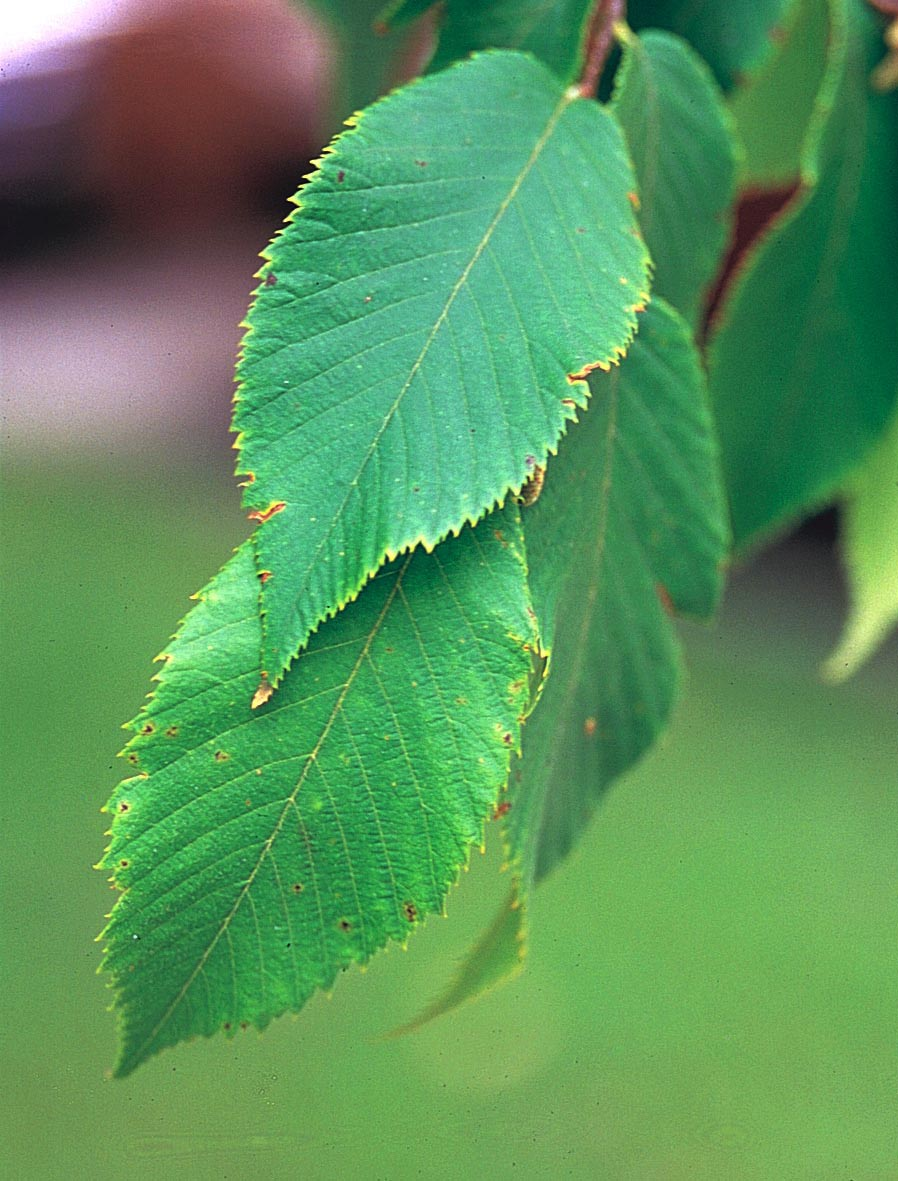
Virginische Hopfenbuche
(Ostrya virginiana)

## Systematik und Verbreitung
Die Gattung Ostrya wurde 1760 durch den italienischen Botaniker Giovanni Antonio Scopoli in seiner Flora Carniolica, Seite 414 aufgestellt.
Die Gattung der Hopfenbuchen ist in der gemäßigten nördlichen Hemisphäre verbreitet. Die einzige in Europa heimische Art ist die Europäische Hopfenbuche (Ostrya carpinifolia), die in Südeuropa und Kleinasien heimisch ist. Drei Arten sind in Nord- und Zentralamerika heimisch, alle anderen Arten in Ostasien mit Schwerpunkt in China.
Zur Gattung Ostrya Scop. nom. cons. gehören acht bis zehn Arten:
| Wissenschaftlicher Name                  | Deutscher Name            | Verbreitung | Synonyme |
| ---------------------------------------- | ------------------------- | --- | --- |
| Ostrya carpinifolia Scop.                | Europäische Hopfenbuche   | Südeuropa, Westasien | Ostrya italica P.Micheli ex Spach nom. superfl., Ostrya italica subsp. carpinifolia (Scop.) H.J.P.Winkl. nom. illeg., Ostrya virginiana subsp. carpinifolia (Scop.) Briq., Ostrya vulgaris Willd. nom. superfl., Ostrya ladelcii Sanguin. |
| Ostrya chinensis I.M.Turner              |                           | China | Ostrya multinervis Rehder |
| Ostrya guatemalensis (H.J.P.Winkl.) Rose |                           | Zentralamerika | Ostrya virginiana subsp. guatemalensis (H.J.P.Winkl.) A.E.Murray |
| Ostrya japonica Sarg.                    | Japanische Hopfenbuche    | Japan, Korea und China | |
| Ostrya knowltonii Coville                | Amerikanische Hopfenbuche | Nordamerika | Ostrya chisosensis Correll |
| Ostrya rehderiana Chun                   |                           | China | |
| Ostrya trichocarpa D.Fang & Y.S.Wang     |                           | Dieser Endemit kommt in China im südwestlichen Teil des Autonomen Gebietes Guangxi nur in den Kreisen Jingxi sowie Napo und in Guizhou nur im Kreis Libo vor. | |
| Ostrya virginiana (Mill.) K.Koch         | Virginische Hopfenbuche   | Nordamerika über Mexiko bis Zentralamerika | Carpinus virginiana Mill. |
| Ostrya yunnanensis Hu ex P.C.Li          |                           | China | |